# マトフェイ受難曲

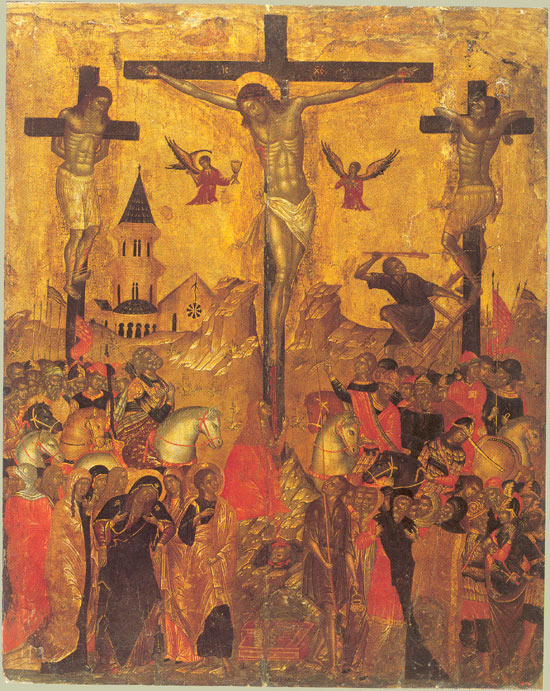
ハリストス（キリストのギリシャ語読み）の磔刑を描いたイコン（17世紀頃のもの）

マトフェイ受難曲（ロシア語: Страсти по Матфею, 英語: St Matthew Passion）とは、ロシア正教会のイラリオン・アルフェエフ府主教（Архиепископ Иларио́н Алфе́ев, Archbishop Hilarion Alfeyev）によって2006年に作曲されたマタイによる福音書に題材をとる受難曲。マトフェイとは、ロシア語・教会スラヴ語によるマタイの表記"Матфей"を転写したものである。従って本作品はマタイ受難曲とも表記され得る。
原曲の歌唱は教会スラヴ語によるが、英語翻訳版が2008年にトロントで演奏された。
日本での初演は、2016年1月30日、東京・朝日浜離宮ホールにて、渡辺新指揮オーケストラ・ナデージダ、合唱団ナデージダ、ソプラノ：中村初惠、メゾソプラノ：ヴァレンチナ・パンチェンコ、テノール：黒田大介、バリトン：アレクセイ・トカレフ、福音史家(朗読)：ユーリ・イリンによって行われた。
初演は第２稿を使用し、一部の曲順を入れ替えるなど渡辺氏による多少の変更が加えられた。

正教会は西方教会とは異なる伝統を保ってきたため、聖歌・音楽伝統にも著しい違いがある。本作品も西方教会のマタイ受難曲（J.S.バッハによるものが有名）とは異なる構成をとっている。
正教会の奉神礼に用いられる聖歌は無伴奏声楽が原則であるが、19世紀以降に正教徒作曲家によって作曲された、正教会に題材をとったオラトリオ、受難曲、カンタータなどの宗教曲には器楽による伴奏がついているものも少なくない。但しこれらの作品は奉神礼に使用はされず、専ら演奏会での使用が前提となっている。
本作品もオーケストラによる伴奏がついており、あくまで演奏会などにおける使用を前提とした楽曲であって、実際の奉神礼で使用される聖歌ではない。ただし本作品のうち一部の曲（真福九端）については、伴奏を外した声楽部分がイラリオン府主教が作曲した聖金口イオアン聖体礼儀の一部の曲と同一のものとなっている。
合唱、ソリスト、福音記者役が歌い交わし、弦楽器によるフーガが各所に挿入される構成となっている。